# آلاگزنه‌ای مروارید
آلاگزنه‌ای مروارید (نام علمی: Megastictus margaritatus) نام یک گونه از تیره مورچه‌مرغ است.